# Dremomys lokriah
Dremomys lokriah is een zoogdier uit de familie van de eekhoorns (Sciuridae). De wetenschappelijke naam van de soort werd voor het eerst geldig gepubliceerd door Hodgson in 1836.